# Jessica Allen (Australisch wielrenster)
Jessica Allen (Perth, 17 april 1993) is een Australische voormalig wielrenster.
Allen dient niet verward te worden met de vier jaar oudere Britse wielrenster Jessica Allen.

## Carrière
Allen won in 2011 de tijdrit tijdens Wereldkampioenschappen wielrennen voor junior dames, dat jaar was ze ook de beste op de tijdrit tijdens de Oceanische kampioenschappen voor junior dames.
In 2012 reed Allen met de Australische ploeg Jayco-AIS enkele wedstrijden in Europa; zo reed ze in Nederland de Energiewacht Tour en de Omloop van Borsele. Een jaar later reed ze namens de Franse ploeg Vienne Futuroscope o.a. de wereldbekerwedstrijd Trofeo Alfredo Binda en de Trophée d'Or.
In 2014 won ze de wegwedstrijd tijdens de Oceanische kampioenschappen wielrennen.

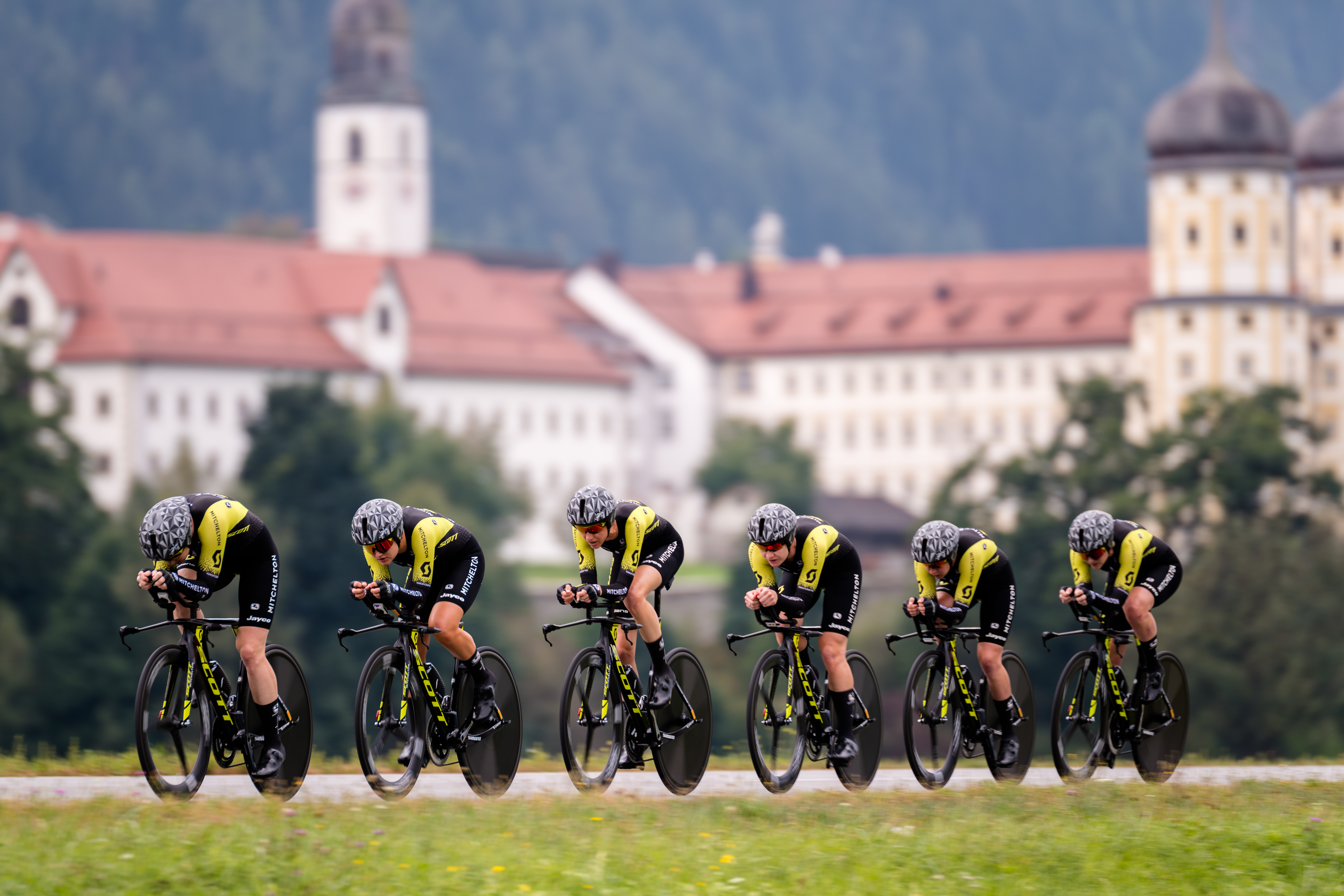
Allen (voorlaatste) werd met haar ploeg Mitchelton-Scott vijfde op het WK 2018.

Ze reed vanaf 1 juli 2016 voor de wielerploeg Orica-AIS, die later verder ging onder de namen Mitchelton-Scott en daarna Team BikeExchange. Binnen deze ploeg diende ze vooral als knecht en wegkapitein. Met haar ploeg werd ze in 2018 vijfde op het wereldkampioenshap ploegentijdrit in Innsbruck.

## Palmares

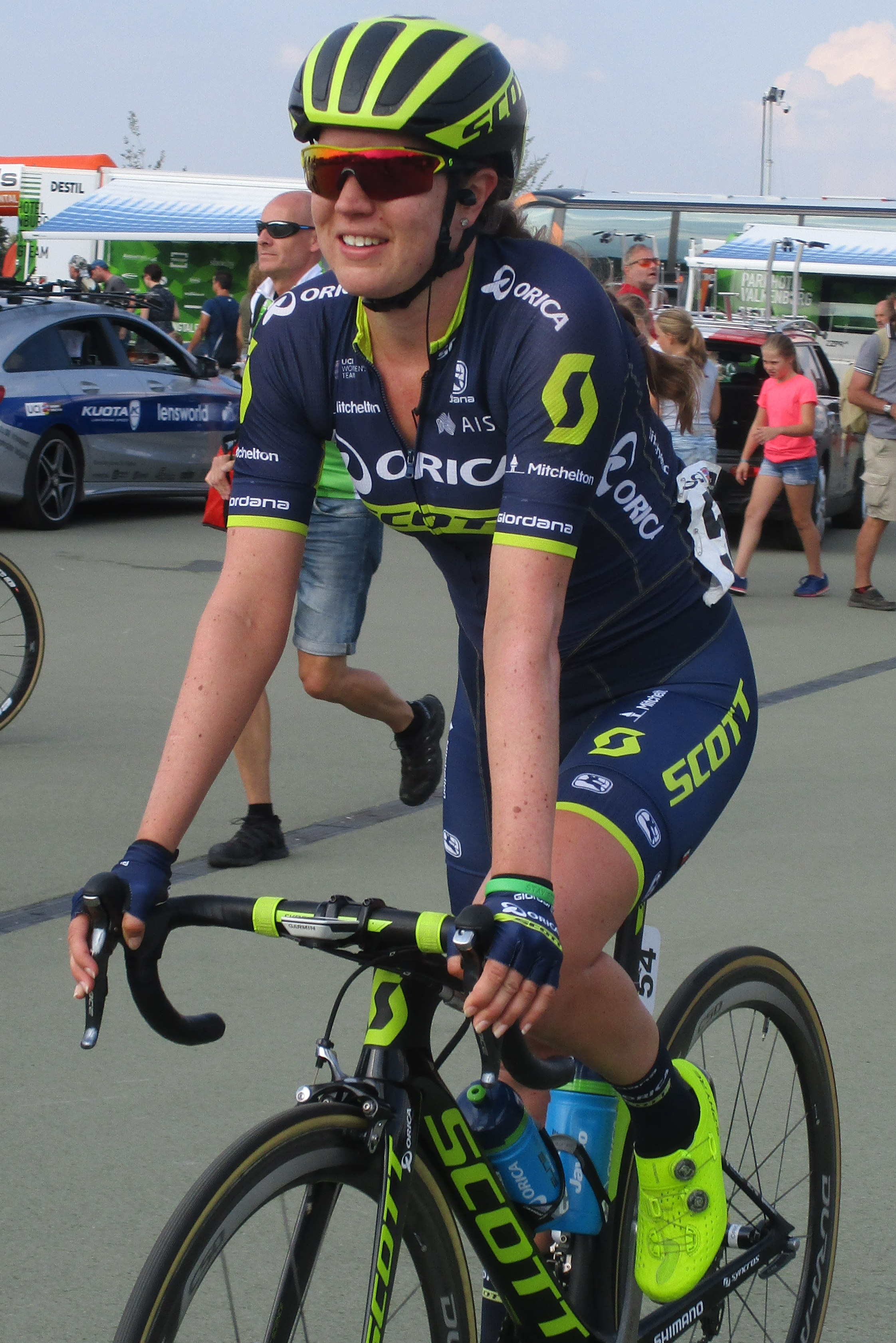
Jessica Allen in de Boels Ladies Tour 2017.

2011
 Wereldkampioenschap tijdrijden, junior vrouwen
 Oceanisch kampioenschap tijdrijden, junior vrouwen
2014
 Oceanisch kampioenschap wegwedstrijd
2017
 Australisch kampioenschap criterium

## Resultaten in voornaamste wedstrijden

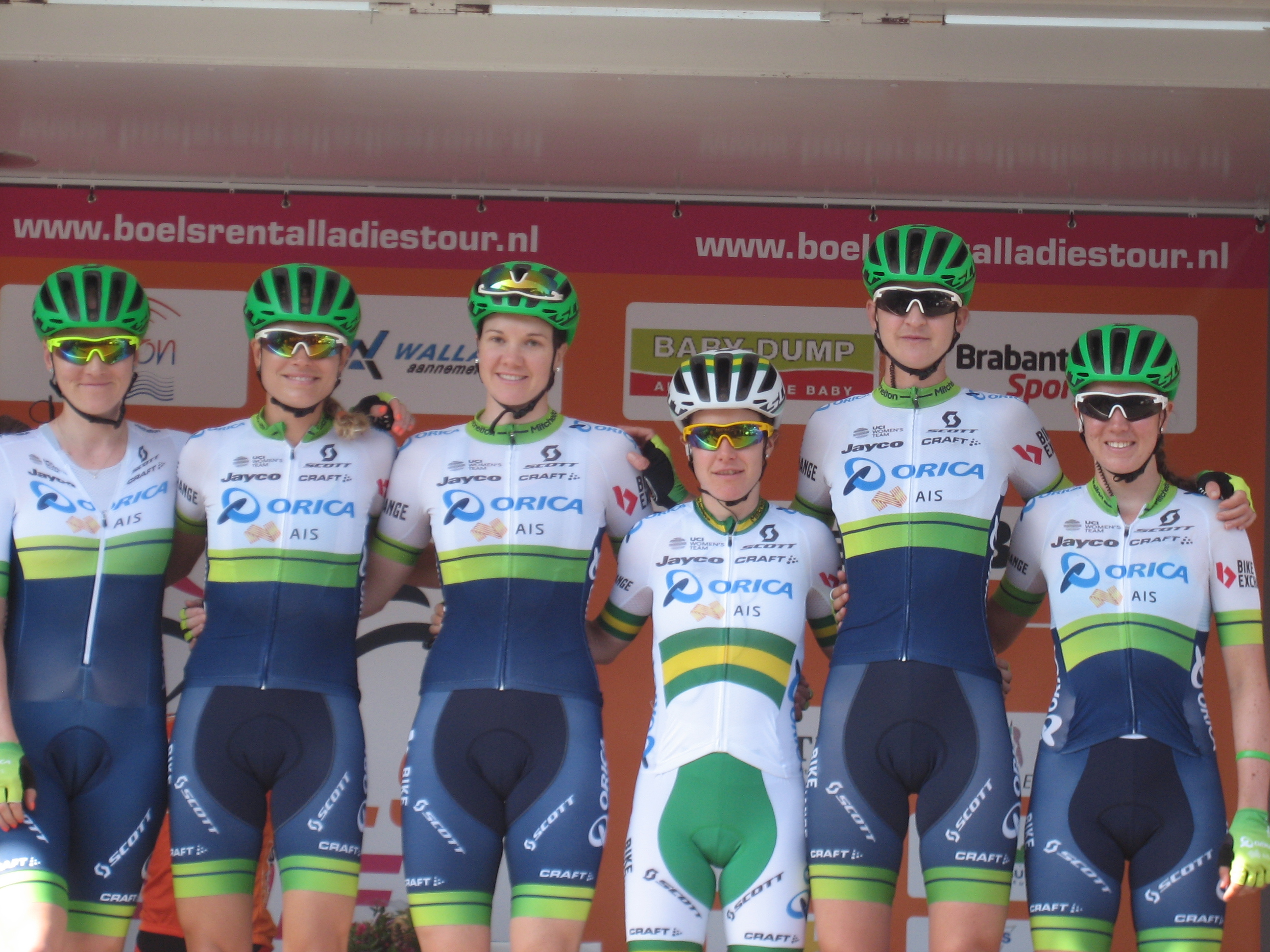
Allen (uiterst rechts) met Orica-AIS in de Boels Ladies Tour 2016.

| Jaar | Gent-Wevelgem | Ronde van Vlaanderen | Parijs-Roubaix | Amstel Gold Race | Luik-Bast.‑Luik | Omloop Het Nieuwsblad | La Course by Le Tour de France | RideLondon Classique |  | WK op de weg |
| ---- | ------------- | -------------------- | -------------- | ---------------- | --------------- | --------------------- | ------------------------------ | -------------------- |  | ------------ |
| 2012 |               |                      |                |                  |                 |                       |                                |                      |  |              |
| 2013 |               |                      |                |                  |                 | opgave                |                                |                      |  |              |
| 2014 |               |                      |                |                  |                 |                       |                                |                      |  |              |
| 2015 |               |                      |                |                  |                 |                       |                                |                      |  |              |
| 2016 | opgave        |                      |                |                  |                 |                       | 45e                            | 34e                  |  |              |
| 2017 | 94e           | 91e                  |                |                  |                 | 56e                   |                                | opgave               |  |              |
| 2018 | 27e           | 64e                  |                | 86e              | opgave          | 38e                   | opgave                         |                      |  |              |
| 2019 | opgave        | opgave               |                |                  | opgave          | 56e                   | opgave                         |                      |  | opgave       |
| 2020 | 104e          | opgave               |                |                  | opgave          |                       | opgave                         |                      |  |              |
| 2021 |               |                      | buit.tijd      |                  |                 | opgave                |                                |                      |  | 111e         |
| 2022 | opgave        |                      | opgave         |                  |                 |                       |                                |                      |  |              |
| 2023 | opgave        | opgave               | 91e            |                  |                 | 103e                  |                                |                      |  |              |

### Resultaten in rondes
| Jaar | Tour Down Under | Emakumeen Bira | Gracia Orlová | The Women's Tour | Giro Rosa | Boels Ladies Tour |
| ---- | --------------- | -------------- | ------------- | ---------------- | --------- | ----------------- |
| 2012 |                 |                | 75e           |                  |           |                   |
| 2013 |                 |                |               |                  |           |                   |
| 2014 |                 |                |               |                  |           |                   |
| 2015 |                 |                |               |                  |           |                   |
| 2016 | 41e             | 81e            | 66e           |                  |           | 46e               |
| 2017 | 74e             |                |               |                  |           | opgave            |
| 2018 | 46e             |                |               | 73e              | 124e      |                   |
| 2019 |                 | opgave         |               | opgave           |           |                   |
| 2020 | 43e             |                |               |                  |           |                   |
| 2021 |                 |                |               | 72e              |           | opgave            |
| 2022 |                 |                |               |                  |           | opgave            |
| 2023 | 62e             |                |               |                  |           | opgave            |

(*) tussen haakjes aantal individuele etappe-overwinningen

## Ploegen
- 2012 –  Jayco - AIS
- 2013 –  Vienne Futuroscope
- 2014 –  Jayco - Apollo VIS

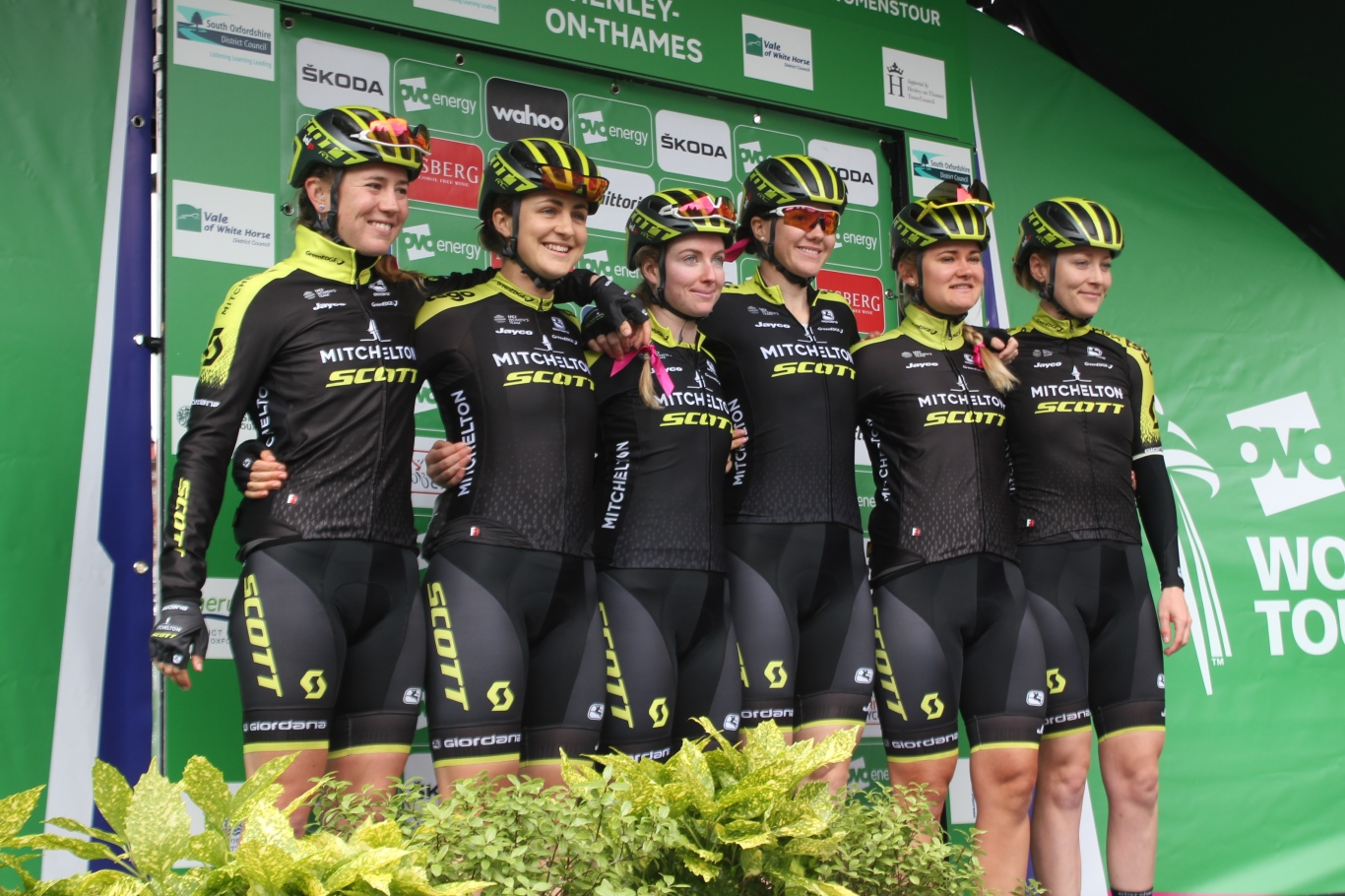
Allen (uiterst links) met Mitchelton-Scott in The Women's Tour 2019.

- 2016 –  High5 Sports Nutrition (tot 30 juni)
- 2016 –  Orica-AIS (vanaf 1 juli)
- 2017 –  Orica-Scott
- 2018 –  Mitchelton-Scott
- 2019 –  Mitchelton-Scott
- 2020 –  Mitchelton-Scott
- 2021 –  Team BikeExchange
- 2022 –  Team BikeExchange Jayco
- 2023 –  Team Jayco AlUla

Allen · Crooks · Elvin · Garfoot · Manly · McConville · Neylan · Rowney · Roy · Spratt · Stewart · Van Vleuten · Wiles · Williams
Allen · Baker · Crooks · Elvin · Garfoot · Manly · Neylan · Rowney · Roy · Spratt · Van Vleuten · Williams
Allen · Crooks · D'Hoore · Elvin · Kennedy · Manly · Roy · Spratt · Van Vleuten · Williams
Allen · Brown · Elvin · Kennedy · Manly · Roy · Spratt · Tenniglo · Van Vleuten · Williams
Allen · Brown · Elvin · Ensing · Kennedy · Roberts · Roy · Spratt · Tenniglo · Van Vleuten · Williams
Allen · Brown · Campbell · Ensing · Fidanza · Kennedy · Roberts · Roy · Santesteban · Spratt · Tenniglo · Williams · Žigart
Allen · Baker · Campbell · Faulkner · Fidanza · Kessler · Manly · Roseman-Gannon · Santesteban · Spratt · Tan · Williams · Žigart
Allen · Baker · Campbell · Faulkner · Gåskjenn · Howe · Kessler · Manly · Pate · Paternoster · Polites · Roseman-Gannon · Santesteban · Tan · Žigart